# 2020 VT4
2020 VT4とは、2020年11月13日17時20分（UTC）に地球の表面から370 km (230 mi)の距離で通過した地球近傍小惑星である。マウナロア観測所で行われた小惑星地球衝突最終警報システム（ATLAS）による観測で発見され、当初はA10sHcNといった名称で呼称されていた。地球との接近によりアポロ群の軌道からアテン群の軌道へ変化し、公転周期も1.5年であったのが0.86年となった。
2020 VT4は、流星となった小惑星を除き、既知の小惑星よりも地球に接近して通過した。これは、2020 QGや2011 CQ1よりも近い距離である（それぞれ接近距離は地球の表面から3000 km、5500 km）。絶対等級が28.7と推定すると、2020 VT4の直径は約5-10 mと推定される。仮にこの小惑星が地球に衝突していた場合、大部分が大気圏突入の際に崩壊し、一般的な飛散地域を残した可能性がある。

## 発見
2020 VT4は、2020年11月14日に、ハワイのマウナロア観測所での小惑星地球衝突最終警報システム（ATLAS）による観測によって発見された。小惑星は、地球に最も接近してから15時間後に発見され、見かけの等級は17.3である。ろ座を横切り、1時間あたり約0.28度移動した。発見の時点で、2020 VT4は地球から約0.003天文単位 (450,000 km; 280,000 mi)の距離にあり、太陽との離角は134度であった。
その後、小惑星センターのNEOCPにA10sHcNとして発見が報告された。小惑星の軌道を更に詳細に調べるため、後にフォローアップ観測がGalhassin Robotic Telescope、iTelescope Observatory、Glenlee Observatoryによって行われた。小惑星は、ATLAS-MLOによる発見の1時間前に、Zwicky Transient Facilityによる以前の観測でも確認されていた。小惑星は、小惑星センターによって2020年11月14日に暫定名称（仮符号）「2020 VT4」が与えられた

## 軌道と分類
2020 VT4は現在、地球横断小惑星であるアテン群の軌道を持ち、軌道長半径は0.908天文単位 (135,800,000 km; 84,400,000 mi)で、公転周期は0.86年（316日）である。近日点距離は0.724 au、遠日点距離は1.092 auであり、2020 VT4の軌道は金星軌道から地球軌道にまで達しているためこれらの惑星との接近通過が時折発生する。地球・金星との最小交差距離（MOID）はそれぞれ0.0002 AU (30,000 km; 19,000 mi)・0.0351 AU (5,250,000 km; 3,260,000 mi)である。2020 VT4の軌道離心率は0.203で、黄道に対して10.2度傾いている。
2020年11月13日に地球が接近する以前、2020 VT4は、地球軌道と火星軌道を横切るアポロ群であった。近日点距離は0.989 au、軌道長半径は1.31天文単位 (196,000,000 km; 122,000,000 mi)、公転周期は1.5年（550日）であり、軌道離心率は0.246で黄道に対して12.9度傾いていた。ジェット推進研究所のJPL Small-Body Databaseは、地球に接近する前の2020年5月31日（JD 2459000.5）に基づいて2020 VT4のアポロ群型の接近軌道を提示した。重力摂動を除いた軌道では小惑星が地球の近くを通過してから19時間後に近日点を通過したことを示している。
| 時期   | 元期           | 公転周期 (p) | 遠日点 (Q) | 近日点 (q) | 軌道長半径 (a) | 軌道離心率 (e) | 軌道傾斜角 (i) |
| 単位   |                | （日）       | au         | au         | au             |                | (°)            |
| ------ | -------------- | ------------ | ---------- | ---------- | -------------- | -------------- | -------------- |
| 接近前 | 2020年5月31日  | 549.2        | 1.636      | 0.989      | 1.313          | 0.2462         | 12.909°        |
| 接近後 | 2020年12月17日 | 315.9        | 1.092      | 0.724      | 0.908          | 0.2028         | 10.161°        |

### 2020年の接近
発見の15時間前である2020年11月13日に、2020 VT4は17:20（UTC）に南太平洋上空の373 ± 25 km (232 ± 16 mi)の距離で通過した。最接近時、2020 VT4の空における位置は太陽に近く、太陽との離角は36度以上で望遠鏡で観測することは不可能であった。2020 VT4は、流星となった小惑星を除いて、既知の小惑星よりも地球に接近して通過した。これは、それぞれ接近距離が3,000 kmと5,500 kmである2020 QGと2011 CQ1より近い。
| 小惑星     | 日付             | 地球の表面 からの距離 | 接近距離の 不確実性 | 観測弧           | 出典 |
| ---------- | ---------------- | --------------------- | ------------------- | ---------------- | ---- |
| 2020 VT4   | 2020-11-13 17:21 | 368 km                | ±11 km              | 5日（観測数34）  | data |
| 2020 QG    | 2020-08-16 04:09 | 2939 km               | ±11 km              | 2日（観測数35）  | data |
| 2021 UA1   | 2021-10-25 03:07 | 3049 km               | ±10 km              | 1日（観測数22）  | data |
| 2023 BU    | 2023-01-27 00:29 | 3589 km               | ±<1 km              | 6日（観測数166） | data |
| 2011 CQ1   | 2011-02-04 19:39 | 5474 km               | ±5 km               | 1日（観測数35）  | data |
| 2019 UN13  | 2019-10-31 14:45 | 6235 km               | ±189 km             | 1日（観測数16）  | data |
| 2008 TS26  | 2008-10-09 03:30 | 6260 km               | ±970 km             | 1日（観測数19）  | data |
| 2004 FU162 | 2004-03-31 15:35 | 6535 km               | ±13000 km           | 1日（観測数4）   | data |